# Wilk (sadownictwo)

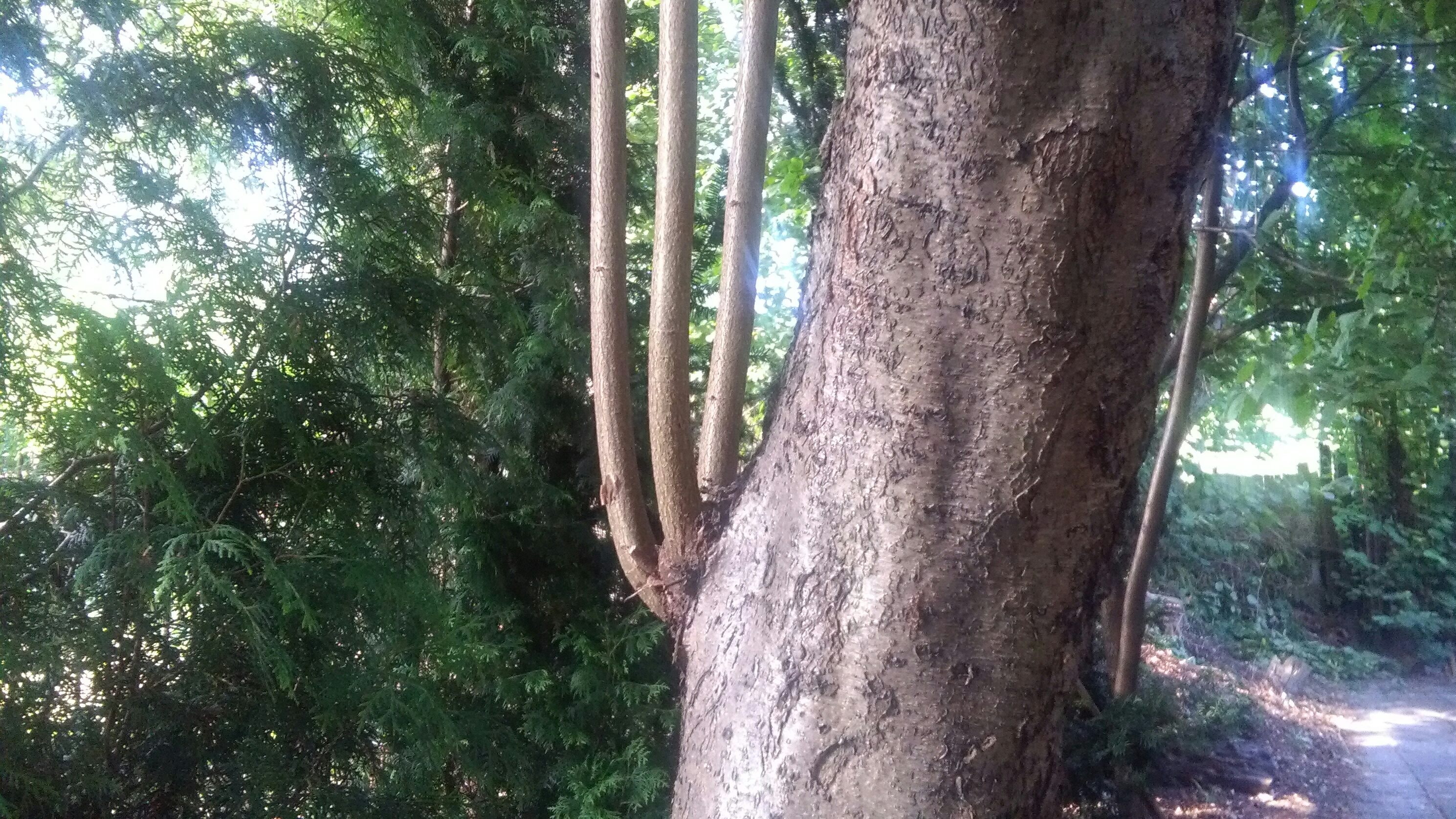
Drzewo leszczyny z odrastającymi wilkami

Wilk – pędy rozwijające się w wyniku pobudzenia do wzrostu pąków śpiących znajdujących się na pniu lub konarach drzew. Pobudzane są do wzrostu zwykle w wyniku zmiany warunków świetlnych, np. po prześwietleniu korony lub ścięciu sąsiedniego drzewa.
W ogrodnictwie w większości przypadków pędy tak wyrastające nie są korzystne dla wielkości plonu czy też jego jakości (m.in. utrudniają dostęp światła do wnętrza korony drzewa), toteż jako „dzikie” najczęściej są przez sadowników regularnie wycinane w ramach pielęgnacji drzew. Zaleca się przy tym, by cięcia pielęgnacyjne zakończyć najpóźniej miesiąc przed zbiorem owoców. 
Na wilkach na ogół nie powstają pąki kwiatowe zapewniające owocowanie drzew w kolejnym roku i dlatego też jako płonne nie są pozostawiane na drzewie.
Do wycinania wilków używa się zazwyczaj sekatorów lub piłek ogrodniczych.